# Liste de cultivars de pommiers domestiques
Cette liste alphabétique de cultivars de pommiers domestiques donne accès aux caractéristiques détaillées des fiches variétales de l'encyclopédie. 
- Haut – A
- B
- C
- D
- E
- F
- G
- H
- I
- J
- K
- L
- M
- N
- O
- P
- Q
- R
- S
- T
- U
- V
- W
- X
- Y
- Z

## A
- Adam's Pearmain
- Ahrista
- Akane
- Aldas
- Alka
- Alkmène
- Angold
- Annurca
- Antarès
- Antonovka
- Api
- Aport
- Arlet
- Ariane
- Astrakan
- Autento
- Avrolles

## B
- Baldwin
- Beauty of Bath
- Belle de Pontoise
- Belle fille de Salins
- Belle-Fille Normande
- Belle fleur jaune
- Ben Davis
- Bénédictin
- Benoni
- Berlepsch
- Bittenfelder Sämling
- Blenheim
- Blenheim Orange
- Borowitsky
- Boskoop
- Bohemia
- Bohemia Gold
- Braeburn
- Bramley
- Britegold

## C
- Calville (toutes)
- Cameo
- Carola
- Charles Ross
- Circe
- Clivia
- Chantecler
- Châtaignier
- Cloche
- Colapuy
- Collina
- Constance
- Cortland
- Coquette
- Court-Pendu
- Court-pendu Plat
- Court-pendu Royal
- Court-pendu Royal rouge
- Court-Queue
- Cox's Orange Pippin

## D
- Dayton
- De Fer rouge
- Delbartardive deljorom
- Delbarestivale delcorf
- Delbardivine delfloga
- Delbard Jubilé delgollune
- Delflopion
- Delprivale
- Delbard Celeste deltana
- (Red) Delicious
- Drap d'or
- Discovery
- Diva

## E
- Early Windsor
- Ecolette
- Egremont Russet
- Ellison's Orange
- Elstar
- Empire
- Enterprise
- Era
- Esopus Spitzenburg
- de l'Estre

## F
- Fameuse
- Faros
- Fenouillet
- Florina
- Freedom
- Fuji

## G
- Gala
- Galarina
- Galeuse
- Ginger Gold
- Gloster 69
- Golden Delicious
- Golden Noble
- Golden Orange
- Goldrush
- Grand Alexandre
- Granny Smith
- Gravenstein
- Grenadier
- Grifer
- Grive Rouge

## H
- Haralson
- Harmonie delorina
- Honeycrisp

## I
- Idared
- Ingrid Marie
- Initial

## J
- Jacques Lebel
- Jamba
- James Grieve
- Jazz
- Jolana
- Jonafree
- Jonagold
- Jonathan
- Joseph Musch
- Judaine
- Judeline
- Juliet

## K
- Kaiser Wilhelm
- Kandil Sinap
- Kanzi
- Karneval
- Katja
- Katka
- Katy
- Kidd's Orange Red
- Knobbed Russet

## L
- Lanscailler
- Lena
- Liberty
- Lobo
- Lodi
- Lord Lambourne
- Luna
- LundByTorp

## M
- Macoun
- Mairac
- McIntosh
- McShay
- Melba
- Melrose
- Merlijn
- Modì
- Montgomery
- Moonlight (colonnaire)

## N
- Nanna
- Nela
- Newtown Pippin
- Northen Greening
- Northern Spy

## O
- Oldenburg
- Ontario
- Opal

## P
- Patte de loup
- Petit Hôpital
- Peasgood Nosuch
- Pigeonnet
- Pilot
- Pink Lady
- Pinova
- Piros
- Pohorka
- Priam
- Priscilla
- Prima
- Primrouge
- Prince Albert de Prusse

## R
- Rajka
- Rambo
- Rambour
- Raritan
- Ravaillac
- Rayotte de Nommay
- Reanda
- Rebella
- Red Berlepsch
- Red Delicious
- Red Devil
- Redfree
- Redlove Calypso
- Redlove Circe
- Redlove Era
- Redlove Sirena
- Red Topaz
- Red Windsor
- Reglindis
- Rhode Island Greening
- Recolor
- Regine
- Reine des reinettes
- Reinette Albemarle
- Reinette Ananas
- Reinette d'Armorique
- Reinette Baumann
- Reinette Bergamotte
- Reinette clochard
- Reinette Cox Orange
- Reinette d'amboulne
- Reinette d'Orléans
- Reinette de Brive
- Reinette de Chênée
- Reinette de Flandre
- Reinette de France
- Reinette de Landsberg
- Reinette de Tournai
- Reinette dorée
- Reinette grise du Canada
- Reinette Duquesne
- Reinette grise de Lorient
- Reinette du Mans
- Reinette étoilée
- Reinette franche
- Reinette Hernaut
- Reinette jaune sucrée
- Reinette Newtown
- Reinette Newtown Jaune
- Reinette de Champagne
- Reinette Oldenburg
- Reinette de Savoie
- Reinette de Servin
- Remo
- Rene
- Resi
- Rewena
- Rhode Island Greening
- Ribston Pippin
- Richared Delicious
- Richelieu
- Rome Beauty
- Rosana
- Roter Eiserapfel
- Rozela
- Rubin
- Rubinette
- Rubinola
- Rubinstar

## S
- Sampion
- Sang de bœuf
- Sans Pareil de Peasgood
- Santana
- Saturn
- Sawa
- Sir Prize
- Sirena
- Spartan

## T
- Teint frais
- Tentation
- Teser
- Topaz
- Transparente blanche
- Transparente de Croncels
- Tuscan

## V
- Vanda
- Verollot
- Violette de Montbéliard

## W
- Wagener
- William's Pride
- Winston
- Winter Banana
- Witos
- Worcester Pearmain

## Y
- Yellow Newtown Pippin